# ホセ・カレーラス
ホセ・カレーラス（カタルーニャ語表記：Josep Maria Carreras Coll、カタルーニャ語発音：[ʒuˈzɛp kəˈreɾəs kɔʎ]、スペイン語表記：José Carreras 1946年12月5日 - ）は、スペインの歌手。ヴェルディやプッチーニなどのオペラの名唱で知られる。
ルチアーノ・パヴァロッティ、プラシド・ドミンゴとともに三大テノールとしても広く知られている（3人の中でカレーラスが最年少）。

## 来歴

### 生い立ち
カレーラスはバルセロナに生まれ、幼い頃から音楽的才能を現した。8歳でスペイン国立放送に出演、『女心の歌』（ヴェルディ）を歌って初めての公開の演奏を行った。11歳でバルセロナのリセウ大劇場でファリャの『ペドロ親方の人形芝居』のボーイソプラノ役の語り手と、プッチーニの『ボエーム』第二幕の子役を歌った。

### デビュー
十代でスペインの名門音楽院であるリセウ音楽院で学ぶ。リセウ劇場にて『ノルマ』のフラヴィオ役でデビューし、主役ノルマを歌った著名なソプラノ歌手モンセラート・カバリェに注目される。彼女はカレーラスをドニゼッティの『ルクレツィア・ボルジア』の上演に招き、これがカレーラスの最初の成功のきっかけとなった。

### 活躍
1971年、25歳でカバリェとともに『マリア・ストゥアルダ』に出演しロンドン・デビューを飾った。続く数年の間に2人は15曲以上のオペラで競演を重ねた。
1972年、カレーラスは『蝶々夫人』のピンカートン役でアメリカ合衆国に現れ、1973年にはNHKの招聘に応じたNHKイタリア歌劇団メンバーに加わって初来日した。レナータ・スコット主演『ラ・トラヴィアータ』（『椿姫』／ヴェルディ作曲）でアルフレードを歌う。また1976年にはやはりNHK招聘公演でカバリェが主演した『アドリアーナ・ルクヴルール』（チレア作曲）でマウリツィオを歌い、日本の聴衆にも新進歌手として存在を印象づけることになる。
1974年にはウィーン国立歌劇場にマントヴァ公で、またロイヤル・オペラハウスには『椿姫』のアルフレード役で、またメトロポリタン歌劇場には『トスカ』のカヴァラドッシ役で、それぞれ初舞台を踏んだ。翌年ミラノ・スカラ座に『仮面舞踏会』のリカルド役でデビューした。28歳までにカレーラスは24曲のオペラで主役テノールを歌ったのである。

### 世界的スター
独特の情熱的で懸命な歌唱がカレーラスの最大の武器で、高音・声量に不安定さを残しつつも、パヴァロッティ、ドミンゴに続くオペラ界のスターの座へと駆け上がるに至った。
童顔の風貌もカレーラスの魅力を引き立てるものとなった。もともとの声質は軽やかなリリコであったが、やがて重く劇的な声質を必要とするスピント系の役にも進出し高い評価を得る。

### 病との戦い
1987年、キャリアの頂点にあったカレーラスは白血病の診断を受け、一時は回復の見込みはないと宣言されたが、故郷バルセロナの病院で化学療法を受けた後、アメリカ・シアトルの病院に入院。近親者に適合する骨髄提供者がいなかったため、カレーラス自身の骨髄の自己移植が行われ、奇跡的に回復し歌手のキャリアを復活させることができた。
1988年、自らも罹患した白血病の研究と、骨髄提供者の登録支援事業に財政的支援を行う慈善活動のため、「ホセ・カレーラス国際白血病財団」を設立した。

### 1990年代以降
1990年、FIFAワールドカップイタリア大会の開会式ではドミンゴ、パヴァロッティと共に歌唱。この演奏は世界中で何百万人もの人々に視聴された。これは元々、カレーラスの財団の寄金のために構想されドミンゴとパヴァロッティが仲間の復帰を歓迎するためでもあった。
1992年のバルセロナオリンピックでは音楽監督を務め、イギリスの歌手サラ・ブライトマンとのデュエットで同オリンピックのテーマソング「AMIGOS PARA SIEMPRE」を閉会式で見事に歌い上げ、観衆からの拍手の嵐に包まれた。カレーラスにとって故郷のバルセロナで行われたオリンピックにかかわれたことは、まさに白血病克服の「快気祝い」となった。ちなみに、バルセロナオリンピックでは「Josep Carreras」と表記されたが、これはバルセロナを含むカタルーニャ地方で話されるカタルーニャ語での表記で、彼の本名である。
カレーラスはオペラの舞台に加え、サルスエラのような親しみやすいジャンルの公演にも出演し、『ウェスト・サイド物語』の録音にも参加したことがある。また、坂本龍一の「オペラ」にも出演した。

## エピソード
- スイスの高級宝石商のショパールより、「ホセ・カレーラス・モデル」の腕時計が発売されており、売り上げの一部が「ホセ・カレーラス国際白血病財団」に寄付される。
- 桐野夏生の「魂萌え」に「ホセ様」のおっかけをしている登場人物がいる。
- 世界各地の病院を訪問して、白血病と闘っている患者を励ましている。日本でも、少女患者にクマのぬいぐるみ（カレーラスはルチアーノと名付けた）をプレゼントして病気の克服を応援した。
- 愛犬の名は「誰も寝てはならぬ」の歌詞にちなんで「Vincero」である。
- 活動の大部分はイタリアオペラとフランスオペラで、三大テノール仲間のドミンゴのようにドイツオペラには積極的ではないが、シノーポリのドイツ語オペラやヨハン・シュトラウス作品などでドイツ語歌唱を聴かせた録音や録画が若干残されている。
- 米wilson audio（ウイルソン・オーディオ）社モニタースピーカーを愛用している。元スピーカー代理店太陽インターナショナル営業担当の人の談話からである。

## 来日時のテレビ出演
- 徹子の部屋（テレビ朝日） - 三陸新報のラテ欄で「ホセ・カレーライス」と誤植された。